# Agglomerációk az Egyesült Királyságban
Agglomeráció akkor jön létre, ha terjeszkedő városi övezetek összeérnek. Ilyen folyamat az Egyesült Királyságban sok helyen lezajlott, a leghíresebb példa London.
A 20. században a folyamat megállítása érdekében zöldövezeteket hoztak létre, de ennek ellenére sok agglomeráció létezik. Ezek a következők:
- Délkelet-Dorset agglomeráció – Bournemouth, Poole és Christchurch Dorsetben
- Közép-Lancashire – Preston, Leyland és Chorley
- Fylde part – Blackpool, Fleetwood, Cleveleys, Thornton, Poulton-le-Fylde, Lytham St Annes
- Nagy-Glasgow – Glasgow és külvárosai
- Leeds/Bradford Nyugat-Yorkshireben
- London, Nagy-London és a Londoni övezet
- Nagy-Manchester -Manchester, City of Salford, Trafford stb.
- Medway városok (Chatham, Rochester, Gillingham)
- Nagy-Merseyside – Liverpool központtal Merseysideban, ide tartozik még Ellesmere Port and Neston, Halton és St Helens.
- A sussexi tengerpart városi övezete Brighton, ide tartozik továbbá Littlehampton, Worthing, Lancing, Shoreham-by-Sea, Peacehaven, valamint Brighton and Hove is.
- Nagy-Portsmouth – Portsmouth, Gosport, Fareham, Portchester, Havant, Waterlooville
- The Potteries – Stoke-on-Trent, Newcastle-under-Lyme és Kidsgrove.
- Nagy Nottingham – Arnold, Hucknall, Beeston, West Bridgford, Eastwood és Long Eaton
- Sheffield/Rotherham övezet Dél-Yorkshireben
- Nagy-Southampton – Eastleigh, Hedge End, Totton and Eling
- Teesside – Middlesbrough és Stockton-on-Tees
- Torbay – Paignton, Torquay
- Tyne and Wear agglomeráció, beleértve Newcastle-upon-Tyne, Sunderland, Gateshead
- West Midlands, ide tartozik Birmingham, Wolverhampton, a Black Country ("Fekete ország"), Cannock és Solihull

Ezek közül az agglomerációban részt vevő városok mindegyike megőrizte önálló identitását. Angliában némelyiket nagyvárosi megyének ismerik el (Nagy-Manchester, Merseyside, South Yorkshire, Tyne and Wear, West Midlands, West Yorkshire), Nagy-Londonnal együtt, amelynek hasonló a státusza. Mások közös helyi önkormányzatú kerületnek számítanak (mint Torbay és Medway).
Különbséget tehetünk világosan megkülönböztethető központtal rendelkező agglomerációk (mint Nottingham, Portsmouth, Southampton) és  többközpontú agglomerációk (mint Bournemouth/Poole és Teesside) között. Azonban különféle átmenetek is léteznek. A West Midlamds agglomerációban például Birmingham az erőteljes terjeszkedés folytán korábban önálló városokat kebelezett be (mint Sutton Coldfield vagy Aston), de aztán ezen folyamat alábbhagyott, és a Black Country vagy Wolverhampton már erős önálló identitásnak örvend.
Az ország sok részében a bekebelezett területek nem őrizték meg erős önazonosság-tudatukat, önkormányzataik azonban megmaradtak. Ezen az alapon agglomerációnak tekinthetők. Ilyenek:
- Nagy Bristol – Bristol, Kingswood stb.
- Nagy Leicester – Birstall, Syston, Oadby and Wigston, Glenfield, Braunstone
- Reading – Reading, Woodley, Earley, Calcot, Purley-on-Thames (és talán Wokingham is)

Vannak olyan területek, ahol a települések fizikailag ugyan nem értek össze, de az agglomerációs folyamat mégis erőteljes volt. Ilyen, sűrűn beépített területek:
- Dél-Hampshire, melynek részei a már említett Portsmouth és Southampton, az 1970-es években majdnem megkapta a nagyvárosi megye státuszát
- Nyugat-Yorkshire és Dél-Yorkshire (mindkettő nagyvárosi megye), amelyeket ugyan erősen beépítettek, továbbra is rendelkeznek vidéki területtel
- Cardiff/Newport – Cardiff és Newport, Cwmbran, valamint a Dél-Walesi Völgyek jó része, úgy, mint Risca, Ebbw Vale, Pontypool és Caerphilly és a Vale of Glamorgan egy része, beleértve Penarth-ot és Barry-t.

A teljes Merseyside/Warrington/Nagy-Manchester övezet valószínűleg ugyanannyira beépített, mint Nyugat-Yorkshire. Liverpoolból Manchester felé az útba eső városok között vannak ugyan vidéki területek, de ezek nem különösebben nagyméretűek. Az itteni zöld területek a további városiasodás megakadályozása végett védettek.
Helyi szinten léteznek kisebb agglomerációs példák is. Például Warwick összenőtt Leamington Spával, Luton Dunstablelel és Grimsby Cleethorpes-szal.

## Népesség alapján
Az ONS (statisztikai hivatali) adatai alapján, melyek csak Angliáról és Wales-ről készültek.
- Nagy-London városi övezet – 8 278 251
- West Midlands agglomeráció – 2 284 093
- Nagy-Manchester agglomeráció – 2 244 931
- West Yorkshire agglomeráció – 1 499 465
- Tyneside – 879 996
- Liverpool agglomeráció – 816 216
- Nagy-Nottingham agglomeráció – 666 358
- Sheffield agglomeráció – 640 720
- Nagy-Bristol agglomeráció – 551 066
- Brighton/Worthing/Littlehampton – 461 181
- Portsmouth agglomeráció – 442 252
- Leicester agglomeráció – 441 213
- Teesside – 395 323
- Bournemouth agglomeráció – 383 713
- Reading/Wokingham agglomeráció – 369 804
- The Potteries – 362403
- Coventry/Bedworth agglomeráció – 336 452
- Cardiff agglomeráció – 327 706
- Birkenhead agglomeráció – 319 675
- Nagy-Southampton agglomeráció – 304 400
- Kingston upon Hull – 301 416
- Swansea agglomeráció – 270 506
- Southend agglomeráció – 269 415
- Preston agglomeráció – 264 601
- Nagy-Blackpool agglomeráció – 261 088
- Plymouth – 243 795
- Aldershot agglomeráció – 243 344
- Derby agglomeráció – 236 738
- Luton/Dunstable agglomeráció – 236318
- Medway Towns agglomeráció – 231 659
- Dearne Valley agglomeráció – 207 726
- Northampton agglomeráció – 197 199
- Norwich agglomeráció – 194 839
- Milton Keynes agglomeráció – 184 506